# Айорео (язык)
Айорео (Ayoré, Ayoreo, Garaygosode, Guarañoca, Guidaigosode, Koroino, Moro, Morotoco, Poturero, Pyeta, Pyeta Yovai, Samococio, Sirákua, Takrat, Totobiegosode, Yanaigua, Yovai) — самукоанский язык, на котором говорит народ айорео, который проживает в городах Арокохнади, Гидайчай, Исла-Альта, Кукаани департамента Альто-Парагвай; в городах Кампо-Лоро, Тунокохай, Хесуди, Эбетоге департамента Бокерон в Парагвае, а также в городах Белен, Гидай-Ичай, Мотаку, Поса-Верде, Пуэсто-Пас, Ринкон-дель-Тигре, Санта-Крус-де-ла-Сьерра, Санта-Тересита, Сапоко, Тобите, Уруку провинций Буш, Ньюфло-де-Чавес, Сандоваль, Чикитос департамента Санта-Крус региона Гран-Чако в Боливии. Имеет диалект циракуа.
Группа в Боливии себя называет как «айорео», а в Парагвае как «моротоко».
На языке айорео снят фильм Пас Энсины «Эами» (2022), посвящённый судьбе народа айорео.